# Club Social Ciclón del Golfo
Club Social Ciclón del Golfo es un equipo de fútbol de la Tercera División de El Salvador. Fue fundado en el año 2012 y su sede es el Estadio Marcelino Imbers de la ciudad de La Unión.

## Historia
En el mes de mayo de 2011, el club Atlético Balboa de La Unión, fue sancionado con el descenso a la Segunda División por parte de la Federación Salvadoreña de Fútbol por incumplimiento de obligaciones económicas.
Debido la ausencia de un equipo que representara a la ciudad, algunos de los ex directivos del Atlético Balboa organizaron una nueva entidad llamada «Club Social Ciclón del Golfo», y lograron comprar la categoría de la Liga de Ascenso al Fuerte Aguilares, cuya participación puso en venta.
El debut del Ciclón del Golfo en la «liga de plata» en el Torneo Apertura 2012 fue exitoso. En la fase regular se ubicó en el tercer puesto del grupo B, que le valió la clasificación a la ronda final. En primer lugar dio cuenta del club El Roble en cuartos de final (0:1, 2:0), y en semifinales batió al Once Lobos (1:0, 2:0). Por tanto, enfrentó en la final del certamen al Turín FESA, a quien superó en la serie con marcadores de 0:1 en la ida y 2:0 en la vuelta, conquistando así el título de campeón bajo la dirección del entrenador salvadoreño Nelson Ancheta.
Para el Torneo Clausura 2013, se adjudicó el primer lugar de la fase regular del grupo B, y en la etapa final llegó a disputar el campeonato frente al C.D. Dragón, pero perdió la serie al perder el primer juego de local 2:3, aunque ganó el juego de vuelta 1:0 que no le bastó para superar al conjunto migueleño. De esta manera, debió decidir el ascenso a la Primera División y el título de la temporada 2012/13 contra este mismo equipo, pero volvió a caer derrotado a pesar de ganar el primer encuentro como local por la mínima diferencia, ya que el juego de visita lo perdió 0:3.
Actualmente este equipo pertenece a la Liga Mayor de Fútbol Aficionado Primera Categoría.

## Palmarés
- Subcampeón Liga de Ascenso (1): 2012/13.
- Torneos Cortos de Liga de Ascenso (1): Apertura 2012.
- Subcampeón de Torneos Cortos de Liga de Ascenso (1): Clausura 2013.